# Западная заборная игуана
Западная заборная игуана (Sceloporus occidentalis) — вид ящериц семейства Phrynosomatidae, обитающий в Северной Америке.
Среднего размера ящерица. Длина тела (без учёта длины хвоста) от 5,7 до 8,9 см, общая длина около 21 см. Окраска от коричневого до чёрного цвета с чёрными полосами на спине, но главной отличительной особенностью является ярко-голубое брюхо.
Хотя Калифорния является центром её ареала, она также распространена на значительной части Северной Америки, от Орегона на севере до Северной Нижней Калифорнии на юге и Нью-Мексико и Айдахо на востоке. Обычно встречается в колючих кустарниках на высоте до 2000 метров над уровнем моря, избегая пустынные районы.
Питается пауками и насекомыми. Зимой впадает в спячку.

## Подвиды
- S. o. becki
- S. o. biseriatus
- S. o. bocourtii
- S. o. longipes
- S. o. occidentalis
- S. o. taylori